# پینکامیندسنت
پینکامیندسِنت (به مجاری:  Pinkamindszent) یک شهرداری در مجارستان است که در ناحیه کورمند واقع شده‌است. پینکامیندسنت ۱۱٫۰۱ کیلومتر مربع مساحت و ۱۴۸ نفر جمعیت دارد.